# Північний канал
Північний канал (фр. Canal du Nord) — судноплавний канал, розташований на півночі  Франції. Поєднує басейни річок Уаза і Сансі (приток Шельди), забезпечує вантажоперевезення Північного промислового району Франції та Парижу (вугілля, деревина, машини та ін.).
Має довжину у 95 кілометрів. Будівництво каналу розпочалося у 1908 році, але через світові війни остаточно відкритий він був лише у 1965-му. Водотоннажність суден, що проходять по каналу, обмежена у 700 т.